# جابي لوبيز
جابي لوبيز (بالبرتغالية: Gabi Lopes‏) هي عارضة وممثلة برازيلية، ولدت في 23 يوليو 1994 في ساو باولو في البرازيل.

## وصلات خارجية
- جابي لوبيز على موقع IMDb (الإنجليزية)
- جابي لوبيز على موقع قاعدة بيانات الفيلم (الإنجليزية)